# マルタ島
マルタ島（マルタとう、英語／マルタ語：Malta）は、地中海の中央にある、マルタ共和国領の島。同国内で最も大きな島である。

## 地理
イタリア、シチリア島の南93 kmほどのところにある。面積は246 km2、最高標高点は253 m。
島の東部には首都バレッタがあり、市街は世界遺産となっている。海岸沿いの入り組んだ入り江は美しい港の景観を創りだし、密集した人家の風景は高台のある丘が特徴的である。
地中海性の温暖な気候で、冬は温暖で雨が多く、夏は暑く乾いている。マルタ島にはこの二つの季節しかなく、そのコントラストは旅行者にとって魅力的なものとなっている。
塩性湿地、塩生植物の群落、低木林、アカシアやアレッポマツの林がある北部の入り江周辺のシマル自然保護区とガディラ自然保護区はラムサール条約登録地である。一帯には固有種のバッタやカリバチを含む多様な無脊椎動物およびマルタの他の場所で急減するメダカ科の魚類のAphanius fasciatusが多く生息している。
マルタ猫が非常に多く生息しており、その数は70万匹以上と人口の倍近い。他の多くの猫を掻い潜ってエサを獲得する為に、それぞれが前足を使ってエサを口に運ぶのがこの島の猫達の大きな特徴にもなっている。またマルタは、マルチーズ犬の原産地でもある。
北西6 kmに面積67 km2のゴゾ島がある。マルタ島とゴゾ島の間に面積3.5 km2のコミノ島がある。

## 歴史
世界で初めて海水から生活用水を生み出した島でもある。
十字軍の際に結成されたマルタ騎士団の本拠地となり、マルタ包囲戦などオスマン帝国との戦いの要衝となった。
第二次世界大戦ではイギリス海軍によるマルタ島への輸送作戦であるペデスタル作戦などが行われている。
1989年12月2日から12月3日にかけてアメリカ合衆国大統領ジョージ・ブッシュとソビエト連邦最高会議議長ミハイル・ゴルバチョフの両首脳によるマルタ会談が開催され、米ソ冷戦の終結を宣言した地としても知られる。